# Wojciech Świętoński
Wojciech Świętoński (ur. 23 lutego 1984) – polski pianista i pedagog.
Absolwent Akademii Muzycznej im. Fryderyka Chopina w Warszawie (2008, klasa fortepianu prof. Bronisławy Kawalli). Laureat III nagrody na 19. Międzynarodowym Konkursie Pianistycznym ROMA 2009. Występował m.in. z Polską Orkiestrą Radiową, Polska Orkiestrą Sinfonia Iuventus i Narodową Orkiestrą Symfoniczną Polskiego Radia. Doktor nauk muzycznych (2019). Współpracownik UMFC (Wydział Dyrygentury Chóralnej, Edukacji Muzycznej i Rytmiki). Laureat Nagrody Muzycznej Fryderyk 2024 za płytę Stanisław Wisłocki – Solo & Chamber Works (Chopin University Press / SPAM). w kategorii Muzyka Kameralna - Duety a za płytę Paweł Łukaszewski – Musica Profana II (DUX) był nominowany do tej nagrody w 2019 w kategorii Album Roku Muzyka Współczesna. Jako jeden z dwóch pianistów wystąpił na płycie Tren Przemysława Gintrowskiego z 2008 wydanej przez Polskie Radio z okazji Roku Zbigniewa Herberta. Członek Stowarzyszenia Polskich Artystów Muzyków oraz Stowarzyszenia Artystów STOART. W 2023 został uhonorowany odznaką honorową „Zasłużony dla Kultury Polskiej”.